# بيرجيت روسينج
بيرجيت روسينج (بالسويدية: Birgit Rausing) (من مواليد 1924) هي مؤرخة فنية سويدية وناشطة في العمل الخيري وأرملة جاد روسينج (1922-2000).
بيرجيت هي ابنة رسام المناظر الطبيعية السويدي هنري ماين (من مواليد عام 1891- والمُتوفى عام 1975). أسس زوج أمها روبن روزسينج في عام 1944 تترا باك، التي أحدثت ثورة في تعبئة السوائل مثل العصائر والحليب. ورثت الشركة من قبل أبنائه جاد وهانس. في عام 1996، اشترى جاد نصف حصة أخيه من الشركة. وعندما تُوفي جاد في عام 2000، ورثت زوجته بيرجيت وأطفالهما الثلاثة عملاق التغليف تيترا لافال.
بلغ صافي ثروة بيرجيت وأسرتها 13 مليار دولار أمريكي عام 2010. تعتبر بيرجيت ثالث أغنى شخص في السويد وفقاً لمجلة فوربس.

## مكتبة جاد وبرجيت
تمت إعادة تسمية مكتبة جامعة لاهور للعلوم الإدارية باسم مكتبة جاد وبرجيت للإقرار بالتبرع المقدم من عائلة روسلينج لبناء مبنى المكتبة. افتتح السيد دينيس جونسون، الرئيس التنفيذي لشركة تترا باك مكتبة جاد وبيرجيت روسينج يوم الخميس 17 مارس عام 2011. أعرب السيد جونسون عن تقديره لاستخدام الأموال التي تبرعت بها عائلة روسينج لأغراض تعليمية. كما كشف النقاب عن لوحة تذكارية بمناسبة تبرع أسرة راوزينغ لتطوير مبنى المكتبة.